# بونینگتون
بونینگتون (به انگلیسی: Bonnington) یک روستا و محله مدنی در بریتانیا است که در اشفورد، کنت واقع شده‌است. بونینگتون ۱۰۹ نفر جمعیت دارد.